# Johann Heinrich Wiese
Johann Heinrich Wiese (getauft 27. Juni 1748 in Leipzig; † 1803 ebenda) war ein deutscher Maler, Zeichner und Kupferstecher.

## Leben
Johann Heinrich Wiese wurde am 27. Juni 1748 in Leipzig als Sohn eines Schneidermeisters getauft. Er war ein Schüler von Johann Friedrich Ludwig Oeser (1751–1787), des Sohnes von Adam Friedrich Oeser und folgte ihm 1774 in Vertretung als Unterlehrer und 1787 als Nachfolger an der Leipziger Zeichnungs-, Mahleren- und Architectur-Academie, die der Akademie der Künste in Dresden unterstellt war. Johann Heinrich Wiese verlegte sich auf die Historien- und Porträtmalerei in Öl und Pastell. Dazu wirkte er als beachteter Miniaturenmaler, Zeichner und Kupferstecher. Sein Werk, insbesondere die Arbeiten in Pastell, sind französisch im Stil von François Boucher beeinflusst. Johann Heinrich Wiese war wiederholt an den Ausstellungen der Dresdener Akademie und der Leipziger Ostermesse beteiligt.  Eine eigenständige Leitungsfunktion an der Akademie, wie gelegentlich berichtet, hatte er nicht inne. Johann Heinrich Wiese verstarb nach den Quellen 1803 in Leipzig. In den sächsischen Hofkalendern von 1810 bis 1812 wird er jedoch als Unterlehrer gelistet. 1813 wird er als Unterlehrer und Emeritus der Leipziger Akademie aufgeführt. Dadurch werden Zweifel am Todesdatum 1803, das erstmals 1816 in einer Fußnote in Füßlis allgemeinem Künstlerlexikon auftaucht, erweckt.

## Werke
- Die Opferung Isaaks. Zwei Gemälde. Ausgestellt auf der Akademieausstellung in Dresden 1800. Verriss im Allgemeinen litterarischen Anzeiger oder Annalen der gesammten Litteratur, Nr. 145, 1800, S. 1419.